# Porte de Buci
Les portes Saint-Germain,  l'une renommée porte de Buci, l'autre primitivement porte des Cordeliers renommée porte Saint-Germain  sont deux anciennes porte de ville de Paris construites au XIIIe siècle sur l'enceinte Philippe Auguste, détruites au XVIIe siècle situées dans l'actuel quartier Saint-Germain-des-Prés près du carrefour de l'Odéon.

## Origine du nom
Leur nom vient de l'abbaye de Saint-Germain-des-Prés et du faubourg Saint-Germain qui était à proximité.

## Historique

### Porte Saint-Germain primitive ensuite nommée porte de Buci

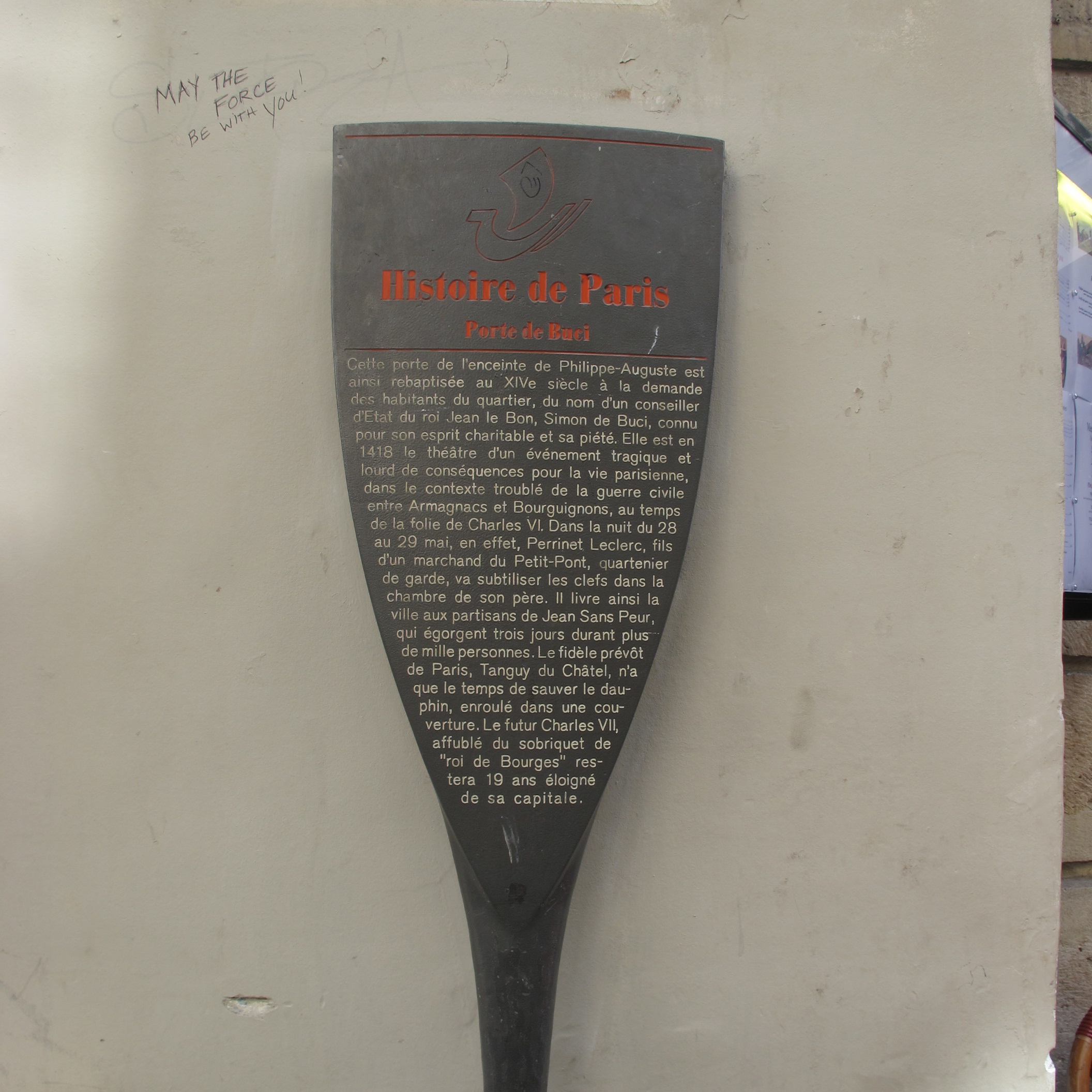
Panneau Histoire de Paris

Selon Jacques-Antoine Dulaure, la porte, dont la construction a commencé en 1209, s’appelait « poterne de nos murs (Poternam murorum nostrorum) ». Elle fut donnée à l’abbaye de Saint-Germain-des-Prés, la même année, à charge pour celle-ci de couvrir la porte de merrains et de tuiles. La porte était dénommée porte Saint-Germain.
C'est une des portes primitives de l'enceinte de Philippe-Auguste.
Elle était située à l'angle de la rue Saint-André-des-Arts et de la rue André-Mazet.
En 1350, Simon de Buci acheta, moyennant un bail de 20 livres de rente, plus 6 deniers de cens féodal, la porte Saint-Germain, qui changea alors son nom en « porte Buci » ou « porte de Buci », et la rue qui conduisait à cette porte devint la « rue de Buci », que l'on trouve également écrit  « rue de Bussi » par altération.

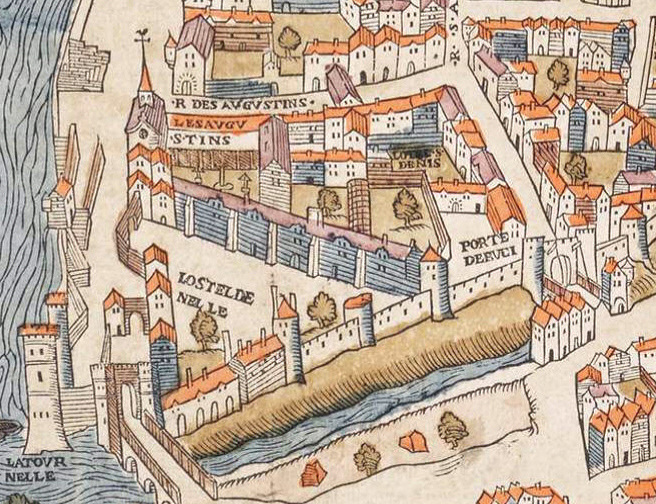
Porte de Buci sur le plan de Truschet et Hoyau (1550).
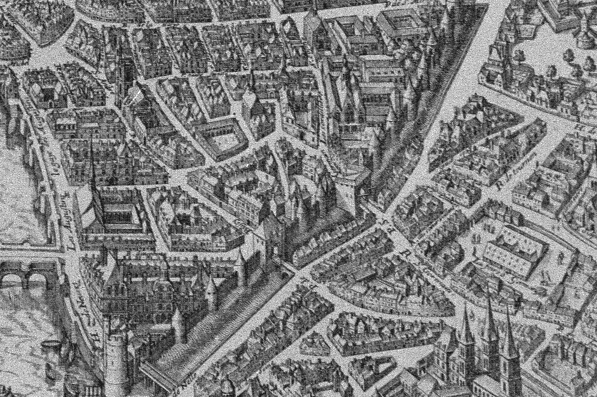
Détail du plan de Mérian (Paris) en 1615, montrant la tour de Nesle, le mur, la porte de Buci ainsi que l'abbaye de Saint-Germain-des-Prés.

Dans la nuit du 28 au 29 mai 1418, un certain Perrinet Leclerc, fils d’un marchand de fer, ouvre cette porte, par trahison, à Jean de Villiers de L'Isle-Adam, capitaine bourguignon, qui avait fait alliance avec les Anglais et qui prend Paris alors aux mains des Armagnacs,. Dix-huit mille personnes sont égorgées dans les jours suivants.

### Porte des Cordeliers ensuite nommée porte Saint-Germain
La « porte des Cordèles » ou « porte des Cordeliers » ou « porte des Frères-mineur », était ainsi dénommée parce qu'elle était située près du couvent de ce nom avant de prendre le nom de « porte Saint-Germain ». Elle était située rue de l'École-de-Médecine, entre la rue du Paon-Saint-André et la cour du Commerce-Saint-André,.
D'après Denis Hayot, son percement  fut accordé aux religieux de Saint-Germain par un acte de 1240. Elle ne fait donc pas partie des portes primitives de l'enceinte.

### Démolitions
Ces portes furent démolies par un arrêt du Conseil du roi du 19 août 1672.